# Josef Linster

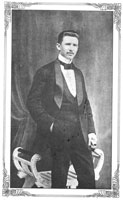
Josef Rudolf Ludwig Linster

Josef Rudolf Ludwig Linster (* 29. Januar 1889 in Szakálháza (deutsch Sackelhausen), Königreich Ungarn, Österreich-Ungarn; † 19. Juli 1954 in Grieskirchen, Österreich) war ein rumäniendeutscher Komponist, Musikpädagoge und Volkskundler.

## Leben

### Ausbildung
Linster besuchte von 1899 bis 1903 die Bürgerschule in Zsombolya (deutsch Hatzfeld) und studierte dann an der Lehrerbildungsanstalt in Temesvár. Ab 1909 unterrichtete er an der Volksschule in Zsombolya. Von 1909 bis 1910 nahm er Unterricht in den Fächern Klavier, Theorie, Gesang und Komposition bei Guido von Pogatschnigg an der Musikschule von Temesvár, von 1911 bis 1913 nahm er an einem Kurs für Gesangslehrer an der Budapester Musikakademie teil.

### Musikpädagoge
Von 1914 bis 1918 war Linster Soldat im Ersten Weltkrieg. Nach einer Verwundung kehrte er in das nun unter serbischer Verwaltung stehende Žombolj (nun serbisch Zsombolya) zurück, wo er von 1919 bis 1925 eine private Musikschule leitete. Daneben war er von 1922 bis 1932 Musik- und Gesangslehrer am Gymnasium ebenda, in dem nun rumänischen Ort Jimbolia. Nach Lehrtätigkeit am rumänischen Gymnasium in Șimleu Silvaniei unterrichtete er von 1935 bis 1942 an der Banatia und an der Prinz-Eugen-Schule in Timișoara, danach am deutschen Gymnasium in Jimbolia. 1944 floh Linster nach Österreich, wo er zunächst an der Oberschule in Amstetten, von 1946 bis zu seinem Tod 1954 an der städtischen Musikschule in Grieskirchen unterrichtete.

### Komponist
Linster begann schon früh zu komponieren. Vor dem Ersten Weltkrieg entstehen mehrere Bearbeitungen bekannter ungarischer volkstümlicher Lieder für Gesang und Klavier oder für Klavier allein, aber auch Ouvertüren, Phantasien, eine F-Dur-Messe für gemischten Chor sowie Chorkompositionen.
Neben seiner Lehrtätigkeit war Linster auch als Chorleiter aktiv: 1907 übernahm er die Leitung des Gewerbe-Gesangvereins von Zsombolya, 1922 die Leitung des Chores der Vereinigung „Landestreu“. 1928 wurde er zum Chormeister des Bundes Banater Deutscher Sänger ernannt. Das bekannteste Werk Linsters ist die Vertonung des Gedichtes Mein Heimatland, Banaterland von Peter Jung, das zur Hymne der Banater Schwaben wurde. Zudem vertonte er Lenaus Schilflieder und Die Drei für Männerchor. Weiter sind von ihm eine Messe sowie ein Ave Maria für zwei Frauenstimmen mit Harmoniumbegleitung erhalten.

### Mundartautor
Josef Linster hat sich nicht nur als Musiker, sondern auch als Volksliedersammler und Mundartautor große Verdienste erworben. Die von ihm aufgezeichneten Volkslieder stellte er dem Volkskundler und Begründer des heute nach ihm benannten Instituts für ostdeutsche Volkskunde in Freiburg, Professor Johannes Künzig, zur Verfügung. Von Gottfried Habenicht wissenschaftlich aufbereitet und kommentiert, erschien sein Manuskript 1988 unter dem Titel „Die Volksliedersammlung Linster (1933/1934) aus Hatzfeld im Banat“. Als Mundartautor hat er vorwiegend humoristische Kurzgeschichten verfasst, die er 1953/1954 im donauschwäbischen Wochenblatt „Neuland“ in Salzburg veröffentlichte.
Zum Gedenken an sein Wirken ließ die „Heimatortsgemeinschaft Hatzfeld“ 1999 eine Gedenktafel an seinem einstigen Haus anbringen.